# Alessandro Budroni
Alessandro Budroni (Livorno, 13 settembre 1972) è un doppiatore e direttore del doppiaggio italiano.

## Biografia
È sposato con la collega doppiatrice Valeria Vidali, dalla quale ha avuto una figlia.

## Doppiaggio

### Cinema
- Tego Calderón in Fast & Furious - Solo parti originali, Fast & Furious 5, Fast & Furious 8
- Stephen Jennings in The Kissing Booth, The Kissing Booth 2, The Kissing Booth 3
- Thomas Kretschmann in Jungle, Greyhound - Il nemico invisibile, Indiana Jones e il quadrante del destino
- Tim Blake Nelson in Lincoln, The Report
- Jackie Shroff in Parinda, 1942: A Love Story
- Simon Schwarz in Silentium, Vieni dolce morte
- Channing Tatum in Knockout - Resa dei conti, La memoria del cuore
- Keegan-Michael Key in Bastardi in divisa, Proprio lui?
- Ike Barinholtz in Suicide Squad, The Disaster Artist
- Eugenio Derbez in Geostorm, Lo schiaccianoci e i quattro regni
- Karan Soni in Deadpool, Deadpool 2, Deadpool & Wolverine
- Michael James Shaw in Avengers: Infinity War, Avengers: Endgame
- David Harbour in The Equalizer - Il vendicatore, Gran Turismo - La storia di un sogno impossibile
- Harry Hadden-Paton in Downton Abbey, Downton Abbey II - Una nuova era
- Yōsuke Eguchi in Rurouni Kenshin: The Final, Rurouni Kenshin: The Beginning
- Nikolaj Coster-Waldau in Shadow of the Sword - La leggenda del carnefice
- Travis Van Winkle in Transformers
- Martin Donovan in The Alphabet Killer
- Gedeon Burkhard in Bastardi senza gloria
- Jake Abel in Amabili resti
- Thure Lindhardt in Angeli e demoni
- Jung Jae-young in Castaway on the Moon
- Clifton Collins Jr. in The Experiment
- Chris Evans in Scott Pilgrim vs. the World
- August Diehl in Salt
- Roger Huerta in Tekken
- Paul Anderson in Sherlock Holmes - Gioco di ombre
- Richard Brake in Come l'acqua per gli elefanti
- Richard Armitage in Captain America - Il primo Vendicatore
- Chris Marquette in The Double
- Anil Kapoor in Mission: Impossible - Protocollo fantasma
- Brian Burrell in Ip Man 2
- Patrick Tam in Ip Man 3
- Sönke Möhring in The Impossible
- Til Schweiger in Una spia non basta
- Logan Marshall-Green in Prometheus
- Joseph Mawle in La leggenda del cacciatore di vampiri
- Kevin Corrigan in 7 psicopatici
- Amaury Nolasco in Die Hard - Un buon giorno per morire
- Jason Segel in Facciamola finita
- Nelson Franklin in Jobs
- Callan Mulvey in 300 - L'alba di un impero
- Michael Aronov in Chi è senza colpa
- Sebastian Koch in Il ponte delle spie
- Kristoffer Joner in Revenant - Redivivo
- Michael Gladis in Terminator Genisys
- Alex Macqueen in Cenerentola, Casa Shakespeare
- Adrian Schiller in La cura dal benessere
- Tómas Lemarquis in X-Men - Apocalisse
- Clemens Schick in Autobahn - Fuori controllo
- Paul Schneider in Café Society
- Sam Richardson in Mike & Dave - Un matrimonio da sballo
- Marcus Henderson in Il drago invisibile
- Stephen Merchant in Logan: The Wolverine
- Danny Kirrane in Pirati dei Caraibi - La vendetta di Salazar
- Pedro Pascal in Kingsman - Il cerchio d'oro
- Tyler Hoechlin in Stratton - Forze speciali
- Craig Robinson in Tavolo 19
- John Benjamin Hickey in Hostiles - Ostili
- Diego Luna in Se la strada potesse parlare
- Lenny Jacobson in Bumblebee
- Nikolai Nikolaeff in Togo - Una grande amicizia
- Michael Buffer in Dumbo
- Tom Segura in Countdown
- Alexander Scheer in La conseguenza
- Taika Waititi in Jojo Rabbit
- Flula Borg in The Suicide Squad - Missione suicida
- Dylan Taylor in Resident Evil: Welcome to Raccoon City
- Michael Braun ne Il bar delle grandi speranze
- Enrique Murciano ne Il padre della sposa - Matrimonio a Miami
- Jack Kesy in The Killer
- Ben Miles in Napoleon
- Lionel Richie - We Are The World: la notte che ha cambiato il pop
- Dobromir Dymecki in Fanfik
- Axel Stein in Blame the Game
- Lukman Sardi in Kabut Berduri - La nebbia sul confine
- Matt Wood in Saturday Night
- Raúl Arévalo ne La stanza accanto
- Marc Rissmann in Operazione vendetta
- Kim Bodnia in F1 - Il film
- Javier de Nevares in Il cuore lo sa
- James Hiroyuki Liao in Superman

### Serie televisive
- Ray Campbell in Breaking Bad, Better Call Saul, The Gifted
- René Nezhoda in Affari al buio
- Nick Offerman in Brooklyn Nine-Nine, Pam & Tommy, Ragazze vincenti - La serie
- David Harbour in Pan Am, Stranger Things
- Rodrigo Pedreira in Soy Luna, Intrecci del passato
- Richard Armitage in Ultimate Force
- Nathan Dean in Bones
- Joseph Melendez in Prison Break
- Mark Kelly in Mad Men
- John Billingsley in True Blood
- Callan Mulvey in Rush
- Stacy Hall in Avvocati a New York
- Jason Fitch in La spada della verità
- Matt Hopkins in Happy Town
- Sebastian Siegel in Lost
- Will Yun Lee in Hawaii Five-0
- Rick Gomez in Justified
- Lorenzo Lamas in Big Time Rush
- Jonathan Kite in 2 Broke Girls
- Johann Myers in Tribes of Europa
- Hubert Koundé in Braquo
- Jose Pablo Cantillo e Michael James Shaw in The Walking Dead
- Thomas Kretschmann in The River
- Ransford Doherty in Major Crimes
- Kyle Gatehouse in Being Human
- Matthew Rauch in Banshee - La città del male
- Jonah Lotan in Hostages
- Nick E. Tarabay in Person of Interest
- Reed Diamond in Agents of S.H.I.E.L.D.
- Reggie Austin e Cristián de la Fuente in Devious Maids - Panni sporchi a Beverly Hills
- Carlos Ponce in Cristela
- Dan Payne in Supernatural
- David Fumero in Power
- Adrian Bower in The Last Kingdom
- Sean Millington in iZombie
- Paul Calderón, Jesse Borrego e Daryl Mitchell in Fear the Walking Dead
- Manny Perez e Dorian Missick in Luke Cage
- Sam Richardson in New Girl
- Jack Kesy in Ray Donovan
- Luke Roberts ne Il Trono di Spade
- Scoot McNairy in Godless
- Fares Fares in Westworld - Dove tutto è concesso
- Matthew Macfadyen in Succession
- Michael Weston in The Resident
- Amaury Nolasco in Deception
- Scoot McNairy in Narcos: Messico
- Kevin Durand in Ballers
- Joel Kinnaman in Hanna
- Riley Smith in Nancy Drew
- Jason Veasey in Only Murders in the Building
- Wilmer Calderon in Bosch
- Marc Rissmann in 1883
- Michael Gladis in Morte e altri dettagli
- Philipp Christopher in The Veil
- Park Hee-Soon in Squid Game

### Film d'animazione
- Mr. Perkins in Cattivissimo me, Minions 2 - Come Gru diventa cattivissimo
- Ted Templeton in Baby Boss e Baby Boss 2 - Affari di famiglia
- Gatsu in Berserk - L'epoca d'oro
- Palladium in Winx Club - Il segreto del regno perduto
- Fuco Fico in Bee Movie
- La talpa in L'arca di Noè
- Il maiale in Space Dogs
- Kinski e Chorizo in Rango
- Aloysius O'Hare in Lorax - Il guardiano della foresta
- Mitch Downe in ParaNorman
- Saitine in Ralph Spaccatutto
- Gunter e Oscar in Beverly Hills Chihuahua 3: Viva La Fiesta!
- Kai in Frozen - Il regno di ghiaccio
- Albert Einstein in Mr. Peabody e Sherman
- Il documentarista / Voce narrante in I pinguini di Madagascar
- Slade in Teen Titans Go! - Il film
- Kamari ne Il re leone (2019)
- Hans in Scarpette rosse e i sette nani
- Williams in L'organo genocida
- Norman in Lupin III - Addio, amico mio
- Zlatan Ibrahimović / Mutante in Calciatori contro mutanti
- Luxus Dreyar in Fairy Tail The Movie: Phoenix Priestess
- Zio Arthur in Super Mario Bros. - Il Film [2]
- Morgan Neville in Piece by Piece
- Alex in Fixed - Un'ultima avventura

### Serie animate
- Karl Uhl in Trollhunters - I racconti di Arcadia e 3 in mezzo a noi - I racconti di Arcadia
- Jack the Jackhammer in Manny tuttofare
- Clay Quartermain in Avengers - I più potenti eroi della Terra
- Cosmo in Guardiani della Galassia
- Firelord e Ercole in Hulk e gli agenti S.M.A.S.H.
- Orbot in Sonic Boom
- Uomo Assorbente in Marvel Super Hero Adventures
- Luxus Dreyar in Fairy Tail
- Bringer in Battle Spirits - Sword Eyes
- B2 in Bananas in pijiamas
- Il padre di Brent in Spike Team e Il sogno di Brent
- Boris Hauntley in Vampirina
- Fred Haprèl in Miraculous - Le storie di Ladybug e Chat Noir
- Yoshiyasu Matsubara in Godzilla - Punto di singolarità
- Willard in Sirius the Jaeger
- Cicognercole in DuckTales
- Mao Mao in Mao Mao e gli eroi leggendari
- Duggard in Dragons - Squadra di salvataggio[3]
- Monarch e Phantom Limb in The Venture Bros.
- Lacklon in Dragon Age: Absolution
- Kif Kroker (2^ voce) in Futurama
- Allenatore Procter in Sadie e Gilbert
- Tsutomu in Paradise Kiss
- Zug in Hot Wheels Battle Force 5
- Garuburn in B-Daman Crossfire
- Rev in Tractor Tom
- Gemelli Kimura in Shuriken School
- Aldo in Chuggington
- Haug in Trenk, il piccolo cavaliere
- Sceriffo in Matt & Manson
- Bruno in La principessa Lillifee
- Nick in Chi Rho - I misteri del tempo
- Seido Takizawa (2ª voce) in Tokyo Ghoul
- Memnock "Mem" in Supernoobs
- Ted Templeton in Baby Boss - Di nuovo in affari
- Renzo in Farzar
- Ibuki in Beastars
- Phil Altiere in Gli Acchiappaglitch
- Simon Callum in The Ancient Magus Bride
- Rayman in Captain Laserhawk: A Blood Dragon Remix
- Lucas Lee in Scott Pilgrim - La serie
- Adolf Haas in Pluto
- Hwang Dongsoo in Solo Leveling
- Genma Saotome in Ranma ½ (serie 2024)
- Berkeley in Ergo Proxy

### Videogiochi
- Arcade Gannon in Fallout New Vegas (2010)[4]
- Max Schnell in Cars 2 (2011)[5]
- Higgs Monaghan e Voce Robot in Death Stranding (2019),[6] Death Stranding 2: On the Beach (2025)[7]
- Russell Adler in Call of Duty: Black Ops Cold War (2020),[8] Call of Duty: Black Ops 6 (2024)[9]
- Henry in Cyberpunk 2077 (2020)[10]
- Nozar in Horizon Forbidden West (2022)[11]
- Lapo e voci secondarie in Martha is Dead (2023)[12]
- Taron Malicos in Star Wars Jedi: Fallen Order (2019)[13]